# شفالباخ أم تاونوس
شفالباخ أم تانوس (بالألمانية: Schwalbach am Taunus) هي بلدة، مدينة و بلدة ألمانية تقع في ألمانيا في ماين-تاونوس.

## معرض صور

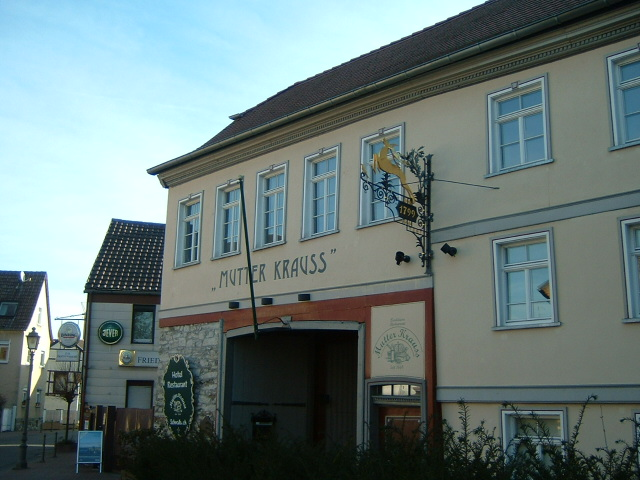
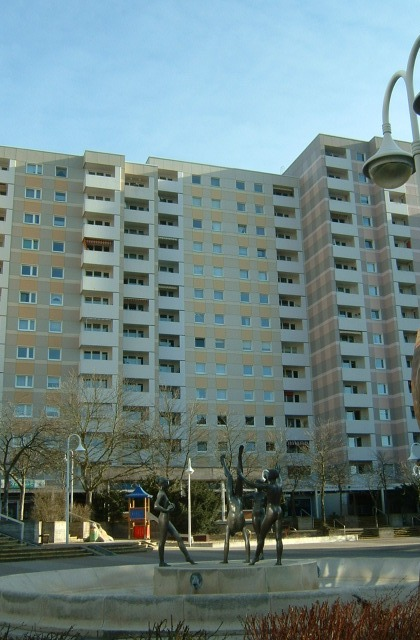
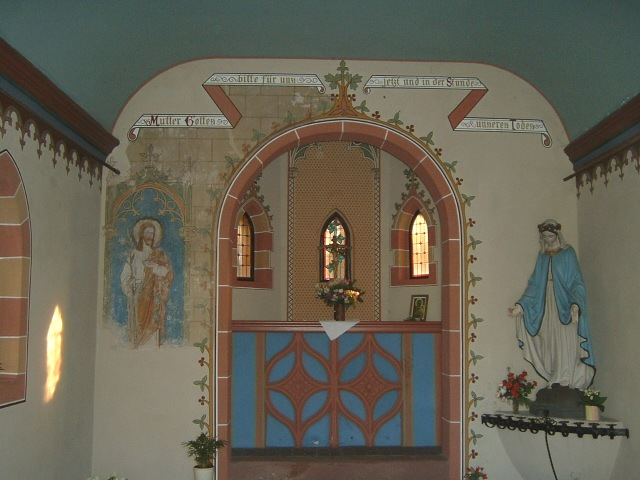